# Wons
Wons est un village de la commune néerlandaise de Súdwest Fryslân, dans la province de Frise. Son nom en frison est Wûns.

## Géographie
Wons est un petit village en bord de mer dans la province de Frise, aux Pays-Bas. Il se trouve à environ 4 km au nord de la ville de Makkum, une ancienne ville portuaire célèbre pour son artisanat en terre cuite et ses bateaux de pêche traditionnels. Le village Wons est entouré de vastes zones de campagnes verdoyante et de dunes de sable, offrant une vue spectaculaire sur la mer du Nord. Il est également proche de nombreuses plages populaires et de réserves naturelles rendant la région idéale pour la randonnée, le vélo et les activités en plein air.

## Histoire
Wons était autrefois une petite ville située dans la commune de Wûnseradiel en Hollande du Nord. Cependant, à partir du 1er janvier 2011, Wûnseradiel a été dissoute et fusionnée avec quatre autres communes adjacentes: Bolsward, Nijefurd, Sneek et Wymbritseradiel. La fusion de ces cinq communes a donné naissance à une nouvelle commune appelée Súdwest-Fryslân.
Cette fusion a été effectuée dans le cadre de la réforme territoriale hollandaise, qui visait à rationaliser le nombre de communes dans le pays en fusionnant celles qui étaient considérées comme étant trop petites ou peu viables sur le plan économique. La nouvelle commune de Súdwest-Fryslân regroupe maintenant plus de 100 000 habitants et couvre une plus grande zone géographique que les anciennes communes individuelles.
Wons est maintenant considérée comme un quartier de la nouvelle commune de Súdwest-Fryslân et, bien que ses habitants aient perdu leur statut de commune indépendante, ils bénéficient désormais des avantages d'une commune plus grande et plus dynamique. Les habitants de Wons peuvent désormais profiter de services publics plus performants, d'une offre culturelle plus variée et d'une économie plus forte grâce à la fusion avec les autres communes adjacentes.

## Démographie
Le 1er janvier 2017, le village comptait 290 habitants.